# Vila Charlote
Vila Charlote (também conhecida como Vila Charlot) é um bairro localizado no distrito da Barra Funda,  São Paulo, SP. Fica próximo à Avenida Marquês de São Vicente. Trata-se de uma área de várzea do rio Tietê com ruas que homenageiam uma certa Família Souza.